# Мира Попова
Мира Попова е български журналист.

## Биография
Мира Попова е родена на 11 август 1937 г. в село Воден, област Ямбол. Основно образование завършва в училището на родното си село, а средно в гимназията на гр. Елхово. Попова продължава образованието си в СУ „Св. Климент Охридски“, където завършва българска филология. До загубата на зрение работи в библиотеката на същия университет, а след това е редактор в сп. „Зари“, издание на Съюза на слепите в България.
В различни периоди е сътрудник на Българското национално радио и публикува текстове по проблемите на хората с увреждания в столични периодични печатни издания.
Мира Попова е автор и водещ на предаването „Тези мънички минути“ на радио „Алма Матер“, посветено на хората с увреждания.
От 1981 година Мира Попова е член и на Съюза на българските журналисти.
Почива на 24 август 2023 г.